# Calamovilfa arcuata
Calamovilfa arcuata là một loài thực vật có hoa trong họ Hòa thảo. Loài này được K.E.Rogers mô tả khoa học đầu tiên năm 1970.